# Die Pioniere von Sigma Draconis
Die Pioniere von Sigma Draconis ist ein utopischer Roman des Engländers John Brunner, der 1968 auf Englisch unter dem Titel Bedlam Planet bei Ace Books und auf Deutsch 1971 in der Übersetzung durch Walter Brumm im Wilhelm-Heyne-Verlag erschien.

## Handlung
Nach Enttäuschungen bezüglich der Kolonisierbarkeit, unter anderem bei Tau Ceti, Alpha Centauri und Epsilon Eridani, stoßen Raumsonden  mit Siedlern im Sternsystem Sigma Draconis auf einen Planeten, der nur wenig größer als die Erde ist. Er ist fast ganz von einem Ozean bedeckt und die einzigen Landmassen sind ausgedehnte Inselgruppen. Der Planet hat einen Mond, durch dessen Gravitationseinfluss pflanzliche und tierische Lebewesen den Sprung ans Land geschafft haben. Diese Welt wird von den Siedlern „Asgard“ genannt. Vier von ihnen, darunter Dennis Malone, reisen in einer der Sonden, die zu dem Raumschiff „Argo“ umgebaut wird, zu dem Planeten und stellen dort während ihres mehrmonatigen Aufenthalts fest, dass der Planet für Menschen ohne Schutzanzüge und Atemmasken bewohnbar ist. Daraufhin werden 180 Siedler in den drei größeren Raumschiffen „Pinta“, „Niña“ und „Santa Maria“ zu dem Planeten Asgard geflogen, um ihn zu kolonisieren.
Die Pinta, und mit ihr wichtige Experten, Geräte und Versuchstiere, zerschellt auf Asgards Mond. Mehrere korrespondierende Wettersatelliten werden zur Erkundung klimatisch günstiger Siedlungsbedingungen in Umlaufbahnen um den Planeten ausgesetzt. Eine mittelgroße Insel wird als geeignete Stätte für eine zu errichtende Siedlung ausgewählt. 
Eine Zeitlang nach der Errichtung der Siedlung treten bei den Siedlern epidemieartig Symptome von Skorbut auf. Durch ihre damit einhergehende Lethargie lehnen sie alle Maßnahmen zu Veränderungen ihrer Situation ab und gefährden damit ihr Überleben auf dem fremden Planeten. Lediglich eine kleine Gruppe, darunter die Psychologin Parvati Chandra, die Geologin Ulla Berzelius, der Arzt Tai Men, der politische Leiter der Kolonie, Abdul Hassan, und der Leiter der Bauprojekte, Dan Sakky, erkennt die Gefahr für die junge Kolonie. 
Die Gruppe hat herausgefunden, dass ein Bakterium des Planeten die Ascorbinsäure der von den Siedlern in Gewächshäusern gezüchteten irdischen Pflanzen in ihren Verdauungsorganen zersetzt und für die Ernährung unverwertbar macht. 
Sie erkennt, dass der einzige Ausweg aus dem Dilemma darin besteht, sich von den Pflanzen Asgards zu ernähren, denen das Bakterium nichts anhaben kann. 
Doch die Siedler haben inzwischen eine Art Phobie gegen das Leben des fremden Planeten entwickelt und klammern sich krankhaft an die Technik und die Lebensgewohnheiten ihres Heimatplaneten. 
Um die in Lethargie verfallenen Kolonisten zu zwingen, sich von den Pflanzen Asgards zu ernähren und sich der fremden Welt anzupassen, zerstört die Gruppe die Gewächshäuser und das Raumschiff, durch dessen technische Anlagen die Siedler bislang auf Asgard überleben konnten.   
Daraufhin werden die Mitglieder der Gruppe, die vom Skorbut verschont bleiben, weil sie sich von einheimischen Pflanzen ernähren, von der Gemeinschaft der Siedler eingesperrt. Die Gruppe kann jedoch entfliehen. 
Währenddessen sucht Dennis Malone per Boot auf den umgebenden Inseln nach Diamanten und isst in größerer Entfernung von der Siedlung Teile psychoaktiver einheimischer Pflanzen. Er irrt zehn Tage delirierend umher, nährt sich in freier Wildbahn und überwindet ebenfalls den Skorbut. Nach seiner Rückkehr spornt er die anderen, die durch die Krankheit immer mehr den Lebenswillen einbüßen, zu einem improvisierten Wiederaufbau an. Er veranlasst, dass die Häftlinge freigelassen und des Dorfes verwiesen werden, und entdeckt sie nach einigen Tagen auf einer Nachbarinsel, auf der sie ein dort vorkommendes Narkotikum benützen, um aus den Tiefen des Unterbewusstseins heraus Flora und Fauna auf ihre Verwertbarkeit für den Menschen hin zu erkunden.
Parvati Chandra überzeugt Malone und ihre weiteren Weggefährten, dass sie während ihrer ersten Gewöhnung an die örtliche Nahrung die Sagen ihrer jeweiligen Heimat auf der Erde fiebernd in ein Fanal gefügt haben, sich dem Wesen des neuen Heimatplaneten hinzugeben, der in den Schauungen z. T. als ein verwandelter Mond hervortrete. Daraus ergibt sich für sie und ihre Freunde die Notwendigkeit, alle auf Asgard verbliebenen Erdenbewohner zu töten, d. h., die übrigen Mitglieder der Gemeinschaft mittels biochemischer Maßnahme in einen heiligen Wahn zu versetzen und dadurch sich anzugleichen, so dass auch sie durch das Leben den Tod zu überwinden vermögen.
Als nach fünf bis sechs Generationen eine dritte bemannte Expedition in das System des Alsafi gelangt, registriert man auf der Erde, dass die Menschen sich auf dem Asgard kräftig und mittlerweile über 736 Inseln ausgebreitet haben und sich teilweise als die direkten Nachfahren einer kleinen Gruppe gottähnlicher Wesen betrachten, in denen man wahrscheinlich gewisse namentlich noch bekannte Angehörige der Gruppe um Parvati Chandra zu sehen habe. Wissenschaftler vermuten, hier habe eine Kultur alle von der Erde bekannten Kulturen, schon hinter sich gelassen.

## Gehalt des Werks
Der Roman Die Pioniere von Sigma Draconis wird zusammen mit Brunners Roman Der ganze Mensch als ein Werk geschätzt, das ganz auf die innersten Fragen der menschlichen Individualität abstellt und deren Grenzen nachspürt. Dadurch eröffnet es laut John R. Pfeiffer in Bezug auf Brunners Humanitätsideal neue Horizonte. Das unausweichliche und unausbleibliche seelische Reifen, das hier gezeigt wird, geht damit einher, dass die Kolonisten auf Asgard genötigt sind, sich bis hinunter auf die molekulare Ebene zusammenzuziehen und dabei vollendst dem zu entsagen, was sie bis dahin gewohnt gewesen sind, als Kultur zu betrachten.